# Amauris unipuncta
Amauris unipuncta är en fjärilsart som beskrevs av Abel Dufrane 1948. Amauris unipuncta ingår i släktet Amauris och familjen praktfjärilar. Inga underarter finns listade i Catalogue of Life.